# 湖南安全技术职业学院
28°16′04″N 113°03′27″E / 28.267799°N 113.05747°E
湖南安全技术职业学院位于湖南省长沙市万家丽北路土桥304号，为湖南省一所高级专科大学。

## 历史
1980年代，联合国劳工组织与中华人民共和国合作在湖南省建立了“长沙煤矿安全技术培训中心”，这是湖南安全技术职业学院的前身。
2001年，该校为湖南科技职业学院北院。2005年，湖南省教育厅批准加修建立了湖南安全技术职业学院。

## 院系及下属机构
湖南安全技术职业学院拥有5系，2个部，30个专业。另外下属两个法人单位：湖南安讯网络有限公司和湖南竭诚安全生产技术服务有限公司。
- 安全技术系 、烟花爆竹工程系、电气与信息工程系、经济贸易系、应用外语系
- 基础课部 、思想政治课教学部

## 现状
湖南安全技术职业学院拥有实验室40多个，实训基地20多家，图书馆书籍数36万册。